# Wrath
Wrath je peti studijski album američkog heavy metal sastava Lamb of God, objavljen 23. veljače 2009. godine.
Album je producirao Josh Wilbur, te se nalazio na 2. mjestu Billboard 200 top ljestvice, s prodanih 68.000 primjeraka u prvom tjednu. Pjesma "Set to Fail" je bila nominirana za Grammy u karegoriji za najbolju metal izvedbu.

## Popis pjesama
| 1.    | »The Passing«           | 1:58 |
| 2.    | »In Your Words«         | 5:24 |
| 3.    | »Set to Fail«           | 3:46 |
| 4.    | »Contractor«            | 3:22 |
| 5.    | »Fake Messiah«          | 4:34 |
| 6.    | »Grace«                 | 3:55 |
| 7.    | »Broken Hands«          | 3:53 |
| 8.    | »Dead Seeds«            | 3:41 |
| 9.    | »Everything to Nothing« | 3:50 |
| 10.   | »Choke Sermon«          | 3:20 |
| 11.   | »Reclamation«           | 7:05 |
| 44:45 |                         |      |

## Zasluge
Lamb of God
- Randy Blythe - vokal
- Mark Morton - prva i ritam gitara
- Willie Adler - prva i ritam gitara
- John Campbell - bas-gitara
- Chris Adler - bubnjevi, udaraljke

Ostalo osoblje
- Josh Wilbur – produkcija, inženjer zvuka, mix
- Brian Gardner – mastering
- Dave Holdredge – inženjer zvuka
- Paul Saurez – inženjer zvuka
- Ken Adams – grafički dizajn